# Dragan Holcer
Dragan Holcer (en serbio cirílico: Драган Холцер; Zwiesel (Berggießhübel), Sajonia, 19 de enero de 1945-Split, 23 de septiembre de 2015) fue un futbolista internacional serbio que jugó como defensa. Desarrolló su carrera deportiva en Yugoslavia, en el Radnički Niš y Hajduk Split, y en Alemania, donde jugó para el VfB Stuttgart y Schalke 04. Fue internacional con la selección de Yugoslavia, con la que se proclamó subcampeona de la Eurocopa 1968.

## Biografía
Holcer nació en un campo de concentración en la Alemania Nazi, hijo de Franc Holcer, soldado esloveno, y de Ida Orelli, italo-austríaca, que vivían en Niš. Su padre luchó en la Segunda Guerra Mundial con los Partisanos Yugoslavos y murió en combate mientras su mujer estaba embarazada de Dragan y era hecha prisionera en Eslovenia junto a sus tres hijas. Cuando acabó la guerra, su madre regresó a Niš, en Serbia, donde Holcer creció.

## Carrera profesional
La carrera futbolística de Holcer comenzó en el Radnički Niš de su ciudad natal, donde jugó durante cuatro temporadas hasta que despertó el interés del Hajduk Split en 1967, uno de los grandes equipos del fútbol yugoslavo. Con el Hajduk logró ganar tres ligas, tres copas yugoslavas y alcanzó las semifinales de la Recopa de Europa en 1973, donde fue eliminado por el Leeds United en el que es uno de los mejores resultados de la historia del Hajduk en competiciones de la UEFA.
En 1975, tras disputar más de doscientos partidos de liga con el Hajduk, Dragan Holcer firmó por el VfB Stuttgart, con quien fue subcampeón de la Bundesliga en 1979. Tras seis temporadas en el Stuttgart, el defensa yugoslavo fichó por el Schalke 04 y al término de su primera temporada en el equipo, se retiró del fútbol en 1982.

## Selección nacional
Holcer fue internacional con Yugoslavia en 52 ocasiones y formó parte de la plantilla que se proclamó subcampeona de la Eurocopa 1968. La final necesitó de dos partidos para dirimir al campeón, Italia, después de que el primer partido en Roma acabase en empate a un gol. Dos días después se celebró el partido de desempate en el Estadio Olímpico de Roma, en el que Italia venció por dos goles a cero. Holcer jugó los dos partidos como titular en el eje de la defensa.

## Fallecimiento
Holcer luego de una larga enfermedad murió el 23 de septiembre de 2015 en Split, Croacia.